# Sophie Lux
Sophie Lux ist eine österreichische Videodesignerin und Bühnenbildnerin.

## Leben und Werk
Lux studierte an der Universität für angewandte Kunst Wien in der Klasse für Bühnen- und Filmgestaltung bei Bernhard Kleber. Ihre künstlerischen Arbeiten finden sich an der Schnittstelle von Film, Video und Theater. Sie war am Staatstheater Kassel und am Theater Augsburg verpflichtet sowie in der Direktion Bergmann (2014–2019) in mehreren Produktionen am Burgtheater in Wien, unter anderem für Die Bakchen. In Kassel wird sie an der Uraufführung der Aktion Beuys beteiligt sein, anlässlich des 99. Geburtstags von Beuys im Mai 2020. Zwei Arbeiten am Theater in der Josefstadt: 2018 Bühnenbild und Videodesign für Dürrenmatts Besuch der alten Dame und 2019 Bühnenbild für Nestroys Einen Jux will er sich machen, beide inszeniert von Stephan Müller.
Sie lehrt an der Universität für angewandte Kunst Wien.

## Zitat
„Auf der Bühne läuft alles in Echtzeit ab. Theater ist live. Film hat immer etwas Retrospektives. Die Zeit wird im Theater durch die Inszenierung und die Schauspieler definiert.“